# Pardosa semicana
Pardosa semicana este o specie de păianjeni din genul Pardosa, familia Lycosidae, descrisă de Simon, 1885. Conform Catalogue of Life specia Pardosa semicana nu are subspecii cunoscute.